# Rupertland

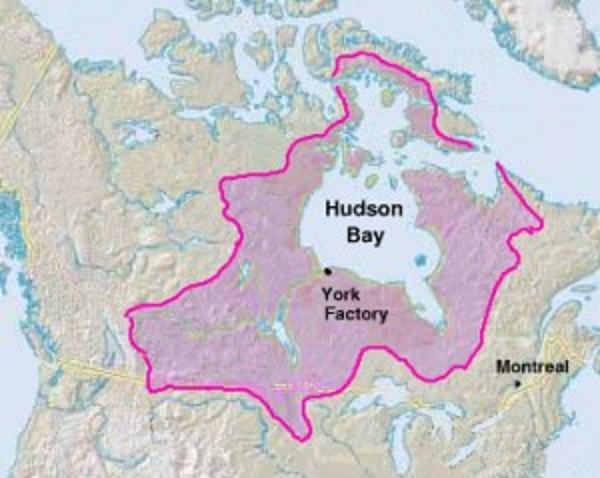
Locatie van Rupertland binnen Noord-Amerika

Rupertland (ook wel Prince Ruperts Land genaamd) was een gebied in Brits Noord-Amerika  dat overeenstemt met een groot deel van het moderne Canada. Het land omvatte de Hudsonbaai en het stroomgebied van alle rivieren die in de baai uitwateren. Het land was genoemd naar prins Ruprecht van de Rijn, de eerste directeur van de Hudson's Bay Company, de maatschappij die het land van 1670 tot 1870 bezat.
Het gebied, met een oppervlakte van 3,9 miljoen km², werd als grotendeels waardeloos geacht. In 1870 werd het handelsmonopolie van de Compagnie afgeschaft en het gebied werd te koop aangeboden. Rupertland werd gekocht door Canada en toegevoegd aan de Canadese Confederatie. 
Rupertsland omvat het gebied van Manitoba, het grootste gedeelte van Saskatchewan, zuidelijk Alberta, zuidelijk Nunavut, noordelijke delen van Ontario en Quebec, delen van Minnesota en North Dakota en kleine delen van Montana en South Dakota.